# Andrei Chivulete
Andrei Florin Chivulete (Bucarest, 18 novembre 1986) è un arbitro di calcio rumeno.

## Carriera
Esordisce nel 2010 in Liga I dirigendo l'incontro tra Oțelul Galați e Unirea Urziceni. Il 29 gennaio 2023 sospende la partita tra Sepsi e U Craiova a causa dei cori xenofobi provenienti dagli spalti.